# Syrrhopodon xanthophyllus
Syrrhopodon xanthophyllus är en bladmossart som beskrevs av Mitten 1869. Syrrhopodon xanthophyllus ingår i släktet Syrrhopodon och familjen Calymperaceae. Inga underarter finns listade i Catalogue of Life.